# Tethina merzi
Tethina merzi är en tvåvingeart som beskrevs av Lorenzo Munari 1999. Tethina merzi ingår i släktet Tethina och familjen Canacidae.
Artens utbredningsområde är Israel. Inga underarter finns listade i Catalogue of Life.